# Войцек
«Войцек» (нем. Woyzeck) — неоконченная пьеса немецкого драматурга Георга Бюхнера. Впервые пьеса была опубликована в 1879 году в значительно переработанном виде Карлом Эмилем Францозом (Franzos). Из-за неразборчивого почерка Бюхнера на протяжении многих лет публиковалась как «Воццек» (нем. Wozzeck).

## Постановки

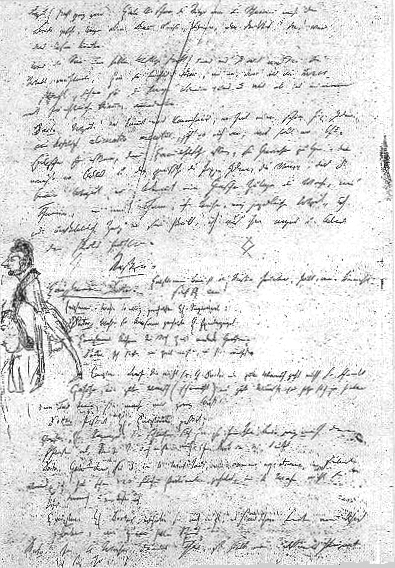
Лист рукописи

- 1913 — Резиденцтеатр (Мюнхен). Реж. Э. Килиан (Eugen Kilian), худ. Альфред Роллер. В роли Войцека — Альфред Штайнрюк (Steinruck). Премьера состоялась 8 ноября (первая постановка)
- 1921 — Немецкий театр. Постановка М. Рейнхардта. В роли Войцека — Эуген Клопфер. Премьера состоялась 5 апреля
- 1930 — Эрфурт. Премьера состоялась 21 марта
- 1932 — Studio 33 (Берлин). Премьера состоялась 15 октября
- 1937 — Франкфурт-на-Майне.
- 1939 — Ганновер.
- 1945 — Nottheater (Лейпциг). Реж. Ханс Шулер (Schuler); в роли Войцека — Петер Люр (Luhr). Премьера состоялась 27 сентября
- 1945 — Новый театр (Штутгарт). Реж. Фред Шроер. В роли Войцека — Фред Шроер. Премьера состоялась 6 октября
- 1947 — Немецкий театр. Постановка В. Лангхоффа.
- 1996 — Шаушпильхауз (Гамбург), в редакции Крётца. Постановка Франца Ксавера Крётца (Kroetz).
- 1994 — Национальный хореографический центр Орлеана. Реж. Ж. Надж.
- 1997 — Открытый театр (Петербург). Реж. Ю. Н. Бутусов, худ. А. Шишкин.
- 2003 — Зальцбург. Реж. М. Тальхаймер.
- 2007 — Харьковский государственный академический украинский драматический театр имени Т. Шевченко. Реж. Александр Ковшун, сценограф и художник по костюмам Ирина Голец, балетмейстер Елена Приступ. В роли Войцека — Андрей Борис.
- 2007 — Алтайский краевой театр драмы им. В. М. Шукшина. Реж. Владимир Золотарь.
- 2008 — Черкасский академический областной музыкально-драматический театр им. Т. Г. Шевченко. Реж. Андрей Жолдак.
- 2009 — Malthouse Theatre (Мельбурн, Австралия). Реж. Майкл Кантор; муз. Н. Кейва и Уоррена Эллиса.
- 2012 — Латвийский Национальный театр, Рига, Латвия. Реж. Кирилл Серебренников.
- 2021 — Театр имени Е. Б. Вахтангова. Реж. Хуго Эрикссен, сценограф и художник по костюмам Ютта Роттэ.
- Re: Woyzeck. Реж. Джереми Гэйбл (Gable).
- Под названием Skin (Кожа). Реж. Наоми Иизука (Iizuka).
- Театр Vesturport (Исландия). Реж. Гисли Орн Гардарссон.
- Кукольная постановка «Woyzeck on the highveld», Handspring Puppet Company (ЮАР). Реж. Уильям Кентридж.
- Splendid Theatre
- Toto Funds the Arts and Rafiki; реж. Анмол Веллани (Индия).

## Адаптации
- В 1921 году на сюжет этой драмы композитор А. Берг написал оперу «Воццек» (1925, Берлинский оперный театр).
- Мюзикл Роберта Уилсона на музыку Тома Уэйтса (песни вошли в альбом Blood Money).

## Экранизации
- 1979 — «Войцек (фильм)». Реж. В. Херцог
- 1994 — Реж. Янош Сас
- 2009 — Реж. Francis Annan-Burton
- список экранизаций на IMDB